# Emile Jules Borremans
Emile Jules Borremans O.Praem. (* 31. Mai 1881 in Aarschot; † 29. Oktober 1944 im KZ Mauthausen) war ein belgischer römisch-katholischer Geistlicher, Prämonstratenser, Komponist und Märtyrer.

## Leben
Emile Borremans trat nach dem Abitur in die Prämonstratenserabtei Tongerlo (Westerlo) ein, deren Abt, Thomas Louis Heylen (1856–1941), kurz darauf Bischof von Namur wurde. Er erhielt den Ordensnamen Julius/Jules. Er tat sich musikalisch hervor, erforschte historisch den Chorgesang seines Ordens und komponierte selbst. Er wurde nacheinander Pfarrer in Baisy-Thy (Genappe), Biez (Grez-Doiceau), Neerepen (Tongern) und schließlich in Papignies (Lessines). Dort wurde er am 29. Juni 1944 wegen Widerstandsaktivitäten festgenommen und kam über die Gefängnisse Oudenaarde und Gent (Zelle 91, Häftlingsnummer 60.244) am 1. September 1944 aufgrund des Nacht-und-Nebel-Erlasses in das KZ Mauthausen (Häftlingsnummer 97.469). Er starb am 29. Oktober 1944 im Alter von 63 Jahren im Außenlager KZ Gusen.

### Anmerkung zum Namen
Die Quellen zitieren seinen Namen in drei Varianten: Jules oder Julius Borremans (Ordensname), Emile Borremans (Geburtsname) und Emile Jules Borremans (Kombination von Geburts- und Ordensname).

## Gedenken
In Papignies ist seit 1946 der Platz Place Curé Borremans nach ihm benannt. In Aarschot (am Geburtshaus) erinnert seit 1990 eine Gedenktafel an ihn.

## Werke
- Le chant liturgique traditionnel des Prémontrés. Étude illustrée de nombreuses reproductions de manuscrits du XIIe au XVIe siècle. Le graduel. Dessain, Mechelen 1914.
- Un trésor méconnu du chant grégorien. Les mélodies présentant un chromatisme fictif. Tongerloo 1932.